# Rauno Sappinen
Rauno Sappinen (*23. ledna 1996 Tallinn) je estonský profesionální fotbalista, který hraje na pozici útočníka za polský tým Piast Gliwice a za estonský národní tým.

## Klubová kariéra

### Flora
Sappinen prošel akademií FC Flora a debutoval v Meistriliize 2. března 2013 při domácím vítězství 4:1 nad Kalev Tallinn. V sezóně 2015 získal svůj první titul v Meistriliize. Díky výkonům Sappinena v roce 2015 byl zvolen Nejlepším estonským mladým fotbalistou roku. Byl nejlepším střelcem Flory v lize po tři po sobě jdoucí sezóny od roku 2015 do roku 2017. Sappinen vyhrál svůj druhý titul v Meistriliiga v sezóně 2017 a byl jmenován Nejlepším ligovým hráčem roku.

#### Beerschot Wilrijk (hostování)
Dne 31. ledna 2018 se Sappinen odešel na hostování do konce sezóny do belgického klubu Beerschot Wilrijk. V klubu debutoval 9. února 2018 při domácí remíze 0:0 proti Westerlu.

#### Den Bosch (hostování)
Dne 13. srpna 2018 se Sappinen odešel na další hostování do konce sezóny, tentokrát do nizozemskému klubu Den Bosch. Debutoval v Eerste Divisie 17. srpna 2018 a vstřelil vítězný gól při vítězství 2:1 nad Volendamem.

#### Domžale (hostování)
Dne 14. srpna 2019 Sappinen byl vypůjčen slovinskému klubem Domžale.

## Reprezentační kariéra
Sappinen debutoval v Estonské reprezentaci 11. listopadu 2015 při přátelském utkání nad Gruzií. Svůj první reprezentační gól vstřelil 19. listopadu 2016 v přátelském utkání proti Svatému Kryštofovi a Nevisu.

## Statistiky

### Klubové
5. března 2021
| Klub                      | Sezóna  | Liga            | Liga   | Liga | Pohár  | Pohár | Evropský pohár | Evropský pohár | Ostatní | Ostatní | Celkem | Celkem |
| Klub                      | Sezóna  | Liga            | Zápasy | Góly | Zápasy | Góly  | Zápasy         | Góly           | Zápasy  | Góly    | Zápasy | Góly   |
| ------------------------- | ------- | --------------- | ------ | ---- | ------ | ----- | -------------- | -------------- | ------- | ------- | ------ | ------ |
| Flora                     | 2013    | Meistriliiga    | 23     | 5    | 5      | 0     | 1              | 0              | —       | —       | 29     | 5      |
| Flora                     | 2014    | Meistriliiga    | 12     | 2    | 3      | 4     | —              | —              | 1       | 0       | 16     | 6      |
| Flora                     | 2015    | Meistriliiga    | 32     | 16   | 3      | 2     | 2              | 0              | —       | —       | 37     | 18     |
| Flora                     | 2016    | Meistriliiga    | 32     | 19   | 6      | 3     | 2              | 1              | 1       | 1       | 41     | 24     |
| Flora                     | 2017    | Meistriliiga    | 35     | 27   | 1      | 0     | 2              | 0              | 1       | 0       | 39     | 27     |
| Flora                     | 2018    | Meistriliiga    | 2      | 0    | 0      | 0     | 3              | 1              | 0       | 0       | 5      | 1      |
| Flora                     | 2020    | Meistriliiga    | 23     | 22   | 3      | 0     | 3              | 2              | 1       | 1       | 30     | 25     |
| Flora                     | 2021    | Meistriliiga    | 0      | 0    | 0      | 0     | 0              | 0              | 1       | 1       | 1      | 1      |
| Flora                     | Celkem  | Celkem          | 159    | 91   | 21     | 9     | 13             | 4              | 5       | 3       | 198    | 107    |
| Beerschot Wilrijk (host.) | 2017/18 | Proximus League | 1      | 0    | 0      | 0     | —              | —              | 1       | 0       | 2      | 0      |
| Den Bosch (host.)         | 2018/19 | Eerste Divisie  | 30     | 6    | 1      | 0     | —              | —              | 1       | 0       | 32     | 6      |
| Domžale (host.)           | 2019/20 | PrvaLiga        | 10     | 2    | 1      | 0     | —              | —              | —       | —       | 11     | 2      |
| Celkem                    | Celkem  | Celkem          | 200    | 99   | 23     | 9     | 13             | 4              | 7       | 3       | 243    | 115    |

### Reprezentační
K 24. březnu 2021
| Estonsko | Estonsko | Estonsko |
| Rok      | Zápasy   | Góly     |
| -------- | -------- | -------- |
| 2015     | 2        | 0        |
| 2016     | 9        | 1        |
| 2017     | 5        | 1        |
| 2018     | 2        | 0        |
| 2019     | 7        | 0        |
| 2020     | 6        | 4        |
| 2021     | 1        | 1        |
| Celkem   | 32       | 7        |

### Reprezentační góly
K zápasu odehranému 24. března 2021. Skóre a výsledky Estonska jsou vždy zapisovány jako první.
| Gól | Datum              | Místo                                                 | Soupeř                | Skóre | Výsledek | Soutěž                                |
| --- | ------------------ | ----------------------------------------------------- | --------------------- | ----- | -------- | ------------------------------------- |
| 1.  | 19. listopadu 2016 | Warner Park, Basseterre, Svatý Kryštof a Nevis        | Svatý Kryštof a Nevis | 1:1   | 1:1      | Přátelský zápas                       |
| 2.  | 12. listopadu 2017 | Národní stadion, Ta 'Qali, Malta                      | Malta                 | 1:0   | 3:0      | Přátelský zápas                       |
| 3.  | 11. října 2020     | A. Le Coq Arena, Tallinn, Estonsko                    | Severní Makedonie     | 1:1   | 3:3      | Liga národů UEFA 2020/21              |
| 4.  | 11. října 2020     | A. Le Coq Arena, Tallinn, Estonsko                    | Severní Makedonie     | 2:1   | 3:3      | Liga národů UEFA 2020/21              |
| 5.  | 14. října 2020     | A. Le Coq Arena, Tallinn, Estonsko                    | Arménie               | 1:1   | 1:1      | Liga národů UEFA 2020/21              |
| 6.  | 15. listopadu 2020 | Národní aréna Toše Proeski, Skopje, Severní Makedonie | Severní Makedonie     | 1:1   | 1:2      | Liga národů UEFA 2020/21              |
| 7.  | 24. března 2021    | Arena Lublin, Lublin, Polsko                          | Česko                 | 1:0   | 2:6      | Kvalifikace na Mistrovství světa 2022 |

## Ocenění
Flora
- Meistriliiga: 2015, 2017
- Estonský fotbalový pohár: 2012/13, 2015/16
- Estonský superpohár: 2014, 2016

Individuální
- Estonský fotbalista roku: 2020
- Estonský mladý fotbalista roku: 2015, 2018
- Hráč roku Meistriliigy: 2017
- Nejlepší střelec Meistriliigy: 2017
- Hráč roku Meistriliigy podle fanoušků: 2015, 2017